# 烏克蘭國防部
乌克兰国防部（烏克蘭語：Міністерство оборони України）是烏克蘭的國防部，在乌克兰宣布独立一个月后的1991年9月24日，烏克蘭國防部成立。烏克蘭也成为前苏联加盟共和国中第一个建立国防部的国家。

## 另見
- 烏克蘭陸軍
- 烏克蘭海軍
- 烏克蘭空軍